# Steven Forti
Steven Forti (Trento, 1981) es un historiador italiano. Es doctor en Historia y profesor asociado en la Universidad Autónoma de Barcelona. Está especializado en el estudio de los fascismos, los populismos, los nacionalismos y las extremas derechas en la época contemporánea, con especial énfasis en la historia comparada y transnacional.

## Biografía
Nació en Trento en 1981. Se doctoró en Historia en 2011 en la Universidad Autónoma de Barcelona con una tesis dirigida por Pere Ysàs y Luciano Casali, base de su obra El peso de la nación. Nicola Bombacci, Paul Marion y Óscar Pérez Solís en la Europa de entreguerras (2014), en la que trata el tema del tránsito hacia posiciones fascistas de políticos de izquierdas en el período de entreguerras. En 2017 fue coeditor junto a Enric Ucelay-Da Cal y Arnau Gonzàlez i Vilalta de El proceso separatista en Cataluña. Análisis de un pasado reciente (2006-2017).
Pertenece al Centre d'Estudis sobre les Èpoques Franquista i Democràtica (CEFID) y al Seminario Interuniversitario de Investigadores del Fascismo (SIdIF).

## Obras
Autor
- Steven Forti (2014). El peso de la nación. Nicola Bombacci, Paul Marion y Óscar Pérez Solís en la Europa de entreguerras. Santiago de Compostela: Universidade de Santiago de Compostela – Publicacions da Cátedra Juana de Vega.[5]
- — (2021). Extrema derecha 2.0. Qué es y cómo combatirla. Prólogo de Enric Juliana. Madrid: Siglo XXI. ISBN 978-84-323-2030-9.
- — (2024). Democracias en extinción: el espectro de las autocracias electorales. Madrid: Akal. ISBN 978-84-460-5611-9.[6]

Coautor
- Forti, Steven; Russo Spena, Giacomo (2016). Ada Colau, La città in comune. Da occupante di case a sindaca di Barcellona (con un’intervista a Luigi De Magistris). Roma: Edizioni Alegre.[7]
- Veiga, Francisco; González-Villa, Carlos; Forti, Steven; Sasso, Alfredo; Prokopljevic, Jelena; Moles, Ramón (2019). Patriotas indignados. Sobre la nueva ultraderecha en la Posguerra Fría. Madrid: Alianza Editorial.[8][9]

Editor
- El Proceso separatista en Cataluña. Análisis de un pasado reciente (2006-2017). Granada: Editorial Comares. 2017.[4]